# Landwind CV9
Landwind CV9 — 7-местный минивэн, производящийся китайским автопроизводителем Jiangling Motors с 2006 года. Также доступен на европейском рынке, где продажи начались в 2010 году в Нидерландах, а затем в 2011 году в Германии и других странах. 

## Оснащение
CV9 является первым автомобилем компании на рынке Европы. Он оснащается 1,6 и 2,0-литровыми атмосферными четырёхцилиндровыми двигателями мощностью 97 и 140 лошадиных сил от Motortechnik GmbH вкупе с 5-ступенчатой механической коробкой передач. На европейском рынке CV9 предлагается с комплектациями Base (4-местный) и Comfort (7-местный) по цене от 17 495 до 19 495 евро с мотором 1,6 литров. Автомобиль с 2-литровым имеет 2 фронтальные подушки безопасности (и опциональными боковыми), АБС и EBD, аудиосистемой, климат-контролем, парковочным радаром, электроприводом зеркал и стёкол, легкосплавными дисками и т. д.. Доступно 5 цветов окраски — Pearl White (белый), Night Black (чёрный), Silver Grey (светло-серый), Earth Grey (тёмно-серый) и Ocean Blue (синий).
- Размерность шин — 185/60 R14, 195/65 R15 91H
- Передняя подвеска — независимая, типа MacPherson
- Задняя подвеска — полузависимая ось, винтовые пружины
- Рулевое управление — шестерня-рейка, гидроусилитель руля[2]
- Тормоза — дисковые
- Радиус разворота — 10,4 метра

## Безопасность
Перед началом продаж в Европе автомобиль прошёл тест Euro NCAP (первым из китайских автомобилей), где показал довольно плохие результаты во фронтальном и боковом ударах (на испытуемом автомобиле отсутствовали боковые подушки безопасности), а также в защите задних пассажиров; кроме того, при столкновении открылось 3 двери.
| Euro NCAP                                             | Euro NCAP | Euro NCAP | Euro NCAP             |
| ----------------------------------------------------- | --------- | --------- | --------------------- |
| · общий рейтинг                                       |           |           |                       |
| 34%                                                   | 45%       | 31%       | 29%                   |
| взрослый пассажир                                     | ребёнок   | пешеход   | активная безопасность |
| Протестированная модель: Landwind CV9 2,0, LHD (2010) |           |           |                       |

- Вид сзади